# Dead Mary - Weekend maledetto
Dead Mary - Weekend maledetto (Dead Mary) è un film del 2007 diretto da Robert Wilson con Dominique Swain. La pellicola è chiaramente ispirata alla leggenda di Bloody Mary.

## Trama
Kim e Matt, una coppia in crisi, decidono di andare in vacanza per il week-end. La macchina però finisce la benzina e il ragazzo e costretto a tornare indietro a piedi per prendere il carburante. Al suo ritorno, litiga con la fidanzata per motivi futili per poi ripartire per la loro meta. Arrivati a destinazione, vengono accolti da Eve, Baker, Lily, Dash e Amber nella casa disabitata dallo zio di un loro amico scomparso.
Gli amici della coppia, cercano di dare conforto ad entrambi separatamente, ma tra le conversazioni escono fuori argomenti scottanti, come il tradimento di Baker nei confronti di Amber. La sera, i ragazzi parlano della monotonia della loro vita, diventata deprimente dando il via a un nuovo litigio tra Kim e Matt. Per alleviare la tensione, Kim intende giocare a Dead Mary, la versione intelligente di Blody Mary. Il gioco consiste nel guardare lo specchio con una candela in mano e richiamare il fantasma di Dead Mary, una strega morta. Dash ed Eve decidono di giocare, ma il fantasma della strega non si presenta. Arrivato il turno di Matt, sente degli strani rumori e trova delle gocce di sangue. 
Quando tutti si addormentano, Lily esce fuori nel bosco. Matt, dopo alcuni incubi si infiltra nel bosco dove incontra una figura non meglio precisata. Lily ritorna dentro la casa, sporca di sangue avvertendo tutti che Matt è morto e che ad ucciderlo è stata Eve. Kim, Dash e Baker, sconcertati, si addentrano nel bosco, trovando il corpo del fidanzato di Kim, che sembra essere il tutto e per tutto uno zombie. Il non morto insulta la sua ex ragazza, e mette i due ragazzi l'uno contro l'altro rivelando che Baker ha fatto sesso con la fidanzata di Dash, Amber. Il giorno dopo, dopo che Dash e Baker si sono presi a pugni, le ragazze imprigionano Lily, credendola colpevole di tutto. Il cadavere di Matt viene bruciato, visto che sembrava tornare continuamente in vita.
I ragazzi si incolpano a vicenda per quello che è successo e alcuni credono che sia presente in qualche modo il fantasma di Dead Mary. Dash cerca di aggiustare le cose con Amber, fallendo. Il ragazzo, tuttavia capisce che Eve – come diceva Lily - è in realtà Dead Mary, ma non può rivelarlo agli altri visto che la donna lo uccide e lo fa diventare un non morto. Eve, dice agli altri che Dash era posseduto dalla strega, e loro, credendole, lo uccidono, separando le parti del suo corpo. Lo spirito della strega, ingannando ripetutamente i ragazzi rimasti, darà inizio a una vera e propria strage dove solo Kim e Lily riescono a salvarsi.
Le due superstite incontrano Eve, posseduta dalla Dead Mary (la donna afferma tranquillamente di aver fatto l'amore con Matt). Kim le rivela che si erano lasciati, e un attimo dopo pone fine all'incubo uccidendola.